# Myrath
Myrath (arab. ‏ميراث‎, Dziedzictwo) – tunezyjski zespół muzyczny wykonujący progresywny metal orientalny.

## Dyskografia

### Albumy studyjne
- 2005: Double Face wydany jako X-Tazy
- 2007: Hope
- 2010: Desert Call
- 2011: Tales of the Sands
- 2016: Legacy
- 2019: Shehili
- 2024: Karma[1]

## Skład

### Obecni członkowie
- Malek Ben Arbia – gitara elektryczna (od 2001)
- Elyes Bouchoucha – Keyboard, wokal wspierający (od 2003)
- Anis Jouini – gitara basowa (od 2006)
- Zaher Zorgati – frontman (od 2007)
- Morgan Berthet – perkusja (od 2011)

### Byli członkowie
- Walid Issaoui – gitara elektryczna (2001–2003)
- Fahmi Chakroun – perkusja (2001–2004)
- Saief Louhibi – perkusja (2004–2011)
- Zaher Hamoudia – gitara basowa (2001–2004)
- Tarek Idouani – frontman (2001–2003)
- Piwee Desfray – perkusja (2011-2012)